# اسفرنجان
(حاجی عباس) یک روستا در ایران است که در دهستان سنجبد غربی واقع شده‌است. اسفرنجان دارای ۷۰ خانوار و ۲۰۸ نفر جمعیت دارد. این روستا دارای آب و هوای سرد و خشک است و زمستان های بسیار سرد و برفی دارد.

## تاریخ
این روستا تمدنی ۳۰۰۰ساله در حاشیهٔ جادهٔ ابریشم دارد.